# 貢穀紳
貢穀紳（1920年4月20日—2019年4月27日），生於江蘇武進，臺灣學者，曾任中興大學校長、臺灣植物保護中心（現農委會藥毒所）主任。其專長研究領域為植物保護、高等農業教育。

## 生平
貢穀紳三歲時父親過世，十二歲小學畢業後就離開江蘇，與哥哥寄住在福建福州的伯父家。貢穀紳半工半讀，加上公費完成了工業職業學校及福建農學院的學業。因歷經貧寒，有段時間寄住在妻子家，擔任妻子的家教。
貢穀紳自福建省立農學院植物病蟲害學系畢業後，曾留下擔任助教三年。1947年，應周進三之邀，跑到臺灣省立農學院（現中興大學）擔任講師。
1958年，拿到佛州威斯康辛大學碩士後，返台通過教授審查。在農學院前後歷任昆蟲系主任、農學院院長。1964年，由於出生時小報一年，因而有機會拿到傅爾布萊特全額獎學金，再度赴美國取得博士學位。
歸國後，貢穀紳在院長任內被借調到農復會（現農委會）擔任副處長、兼任臺灣植物保護中心主任。
在歸建興大後，貢穀紳意外被教育部徵召出任校長職務，成為中興大學第六任校長。在校長任內，爭取到五億，完成忠明南路地下化工程（中興大學主校區與運動場原本因為新開闢的忠明南路分成兩區塊，對師生造成不便及危險），並於1988年成立藝術中心，為農校增添藝術氣息。

## 著作
- 《昆蟲學（上冊）》（2010，國立中興大學農學院出版委員會，ISBN ）
- 《昆蟲學（中冊）》（國立中興大學農學院出版委員會，ISBN ）
- 《昆蟲學（下冊）》（國立中興大學農學院出版委員會，ISBN ）
- 貢穀紳、宋濟民編著《復興基地臺灣之農業》（1990，正中，ISBN 9570902914 ）

## 備註
1. ↑  文獻記錄上出生日期為1921年4月3日